# 生育权
生育权（英語：reproductive rights），又称生殖权利，是一项基本人权。1968年联合国国际人权会议通过的《德黑蘭宣言》提出“父母享有自由負責决定子女人數及其出生時距之基本人權”。1979年联合国《消除对妇女一切形式歧视公约》以国际公约的形式规定男女“有相同的权利自由负责地决定子女人数和生育间隔”。

## 子女人数和生育间隔
1945年联合国宪章第一条规定联合国的宗旨包括“增进并激励对于全体人类之人权及基本自由之尊重”。1948年世界人权宣言第十二条规定：“任何個人之私生活、家庭、住所或通訊不容無理侵犯……人人爲防止此種侵犯或侵害有權受法律保護。”
1965年第十八届世界卫生大会通过的WHA18.49号决议提出自由选择家庭大小的权利：
承认人类生育的问题涉及家庭单元以及整个社会，且家庭的大小应该由每个家庭自由选择；
1966年聯合國大會通过的2211 (XXI)号决议重申：
承認各國在制訂與推行其本國人口政策方面之主权惟宜充分顧及家庭之大小應由各個家庭自由選擇之原則，
1968年联合国国际人权会议通过的《德黑兰宣言》首次提出生育权是基本人权，内容包括自由负责地决定子女人数和生育间隔：
一六、家庭及兒童之保護仍爲國際社會所關懷。父母享有自由負責决定子女人數及其出生時距之基本人權；
1969年联合国大会通过的《社會進步及發展宣言》重申：
第四條 家庭爲社會之基本單位，亦爲社會所有成員尤其兒童與青年成長與幸福所繫之天然環境，應予協助及保護，俾能充分負起其在社區中之責任。父母有自由並負責決定其子女人數及生育間距之專有權利。”

## 信息、教育和方法
1974年联合国在布加勒斯特召开的世界人口会议通过的《世界人口行动纲领》在《德黑兰宣言》的基础上，又将获得相关信息、教育和方法的权利纳入生育权：
14 (f) 所有夫妇和个人都有自由和负责任地决定生育孩子数量和生育间隔并为此而获得信息、教育和手段的基本权利；夫妇和个人在行使这种权利时有责任考虑他们现有子女和将来子女的需要以及他们对社会的责任；
1975年联合国国际妇女年世界会议通过的《一九七五年关于妇女的平等地位和她们对发展与和平的贡献的墨西哥宣言》重申：
12．每一对夫妇和每一个人都有权自由地和负责地决定是否要生育子女，并决定子女的人数和生育间隔，也有权获得这方面所需的知识、教育和方法。
1979年联合国大会通过的《消除对妇女一切形式歧视公约》首次将生育权明确写入国际公约。该公约于1981年9月3日生效，目前已被188个国家批准。公约规定：

第十六条 1. 缔约各国应采取一切适当措施，消除在有关婚姻和家庭关系的一切事项上对妇女的歧视，并特别应保证她们在男女平等的基础上：

(e) 有相同的权利自由负责地决定子女人数和生育间隔，并有机会获得使她们能够行使这种权利的知识、教育和方法；

## 不受强迫
1994年联合国在开罗召开国际人口与发展会议，有179个国家参加，来自政府、非政府组织和国际机构的上万名代表参与了讨论。会议通过的行动纲领强调计划生育不能采取任何形式的强迫：
原则8 人人有权享有能达到的最高身心健康的标准。各国应采取一切适当措施，保证在男女平等的基础上普遍取得保健服务，包括有关生殖保健的服务，其中包括计划生育和性健康。生殖保健方案应提供范围尽量广的服务，而无任何形式的强迫。所有夫妇和个人都享有负责地自由决定其子女人数和生育间隔以及为达此目的而获得信息，教育与方法的基本权利。
7.12. 计划生育方案的目标必须使夫妇和个人能自由和负责任地决定其生育数量和生育间隔、拥有这样做的信息和手段、确保知情选择和全面提供安全有效的方法。人口教育和计划生育方案在各种环境下取得的成就表明，各地了解情况的人都能够并愿意负责任地根据本身及家庭和社区的需要行事。要使计划生育方案获得长期成功，知情的自由选择原则是必不可少的。不应采用任何形式的强迫形式。在每个社会中都有许多社会和经济的刺激因素和抑制因素影响个人对生育和家庭规模的决定。过去100年来，许多国家政府都试验了包括奖励和惩罚在内的许多计划，以便降低或提高生育率。大部分这类计划对生育的影响甚微，在有些情况下还起反作用。政府的计划生育目标应针对信息和服务的不足。人口目标尽管是政府发展战略的一个合理部分，但不应以指标或配额方式强迫推行计划生育。

7.24. 各国政府应采取适当措施协助妇女避免流产，因流产绝不能作为一种计划生育方法来宣传，而且在任何情况下，应向已经流产的妇女提供人道的治疗和咨询服务。